# Solna kyrka
Solna kyrka är en kyrkobyggnad som tillhör Solna församling i Stockholms stift. Kyrkan ligger på näset mellan Brunnsviken och Ulvsundasjön. Den romanska försvarskyrkan är av sten och en av åtta svenska medeltida rundkyrkor. Kyrkan omges av Solna kyrkby.

## Kyrkobyggnaden
Äldsta delen, rundhuset, härrör från senare delen av 1180-talet. Till detta rundformiga mittparti ansluter sig ett vapenhus i söder, ett rektangulärt kor i öster samt en rektangulär förlängning, långhus, åt väster. På korets norra sida ligger sakristian och på den östra ett oktagont gravkor. Ytterligare ett gravkor är utbyggt på långhusets södra sida. Rundhuset, eller centraltornet, täcks av en hög lanterninförsedd huv, vilken dominerar kyrkans utseende. Gravkorens mer klassicerande arkitektur, putsat tegel med listverk och bandrusticerade hörnkedjor, bryter av mot kärnkyrkans gråstensmurar. Koret tillfogades under 1200-talet och välvdes omkring 1300. Rundhusets kupolvalv härstammar från 1300-talet, liksom långhuset. Under 1400-talet förlängdes långhuset åt väster, vid seklets mitt byggdes vapenhuset och senare sakristian. Dessa partier har ursprungliga valv.

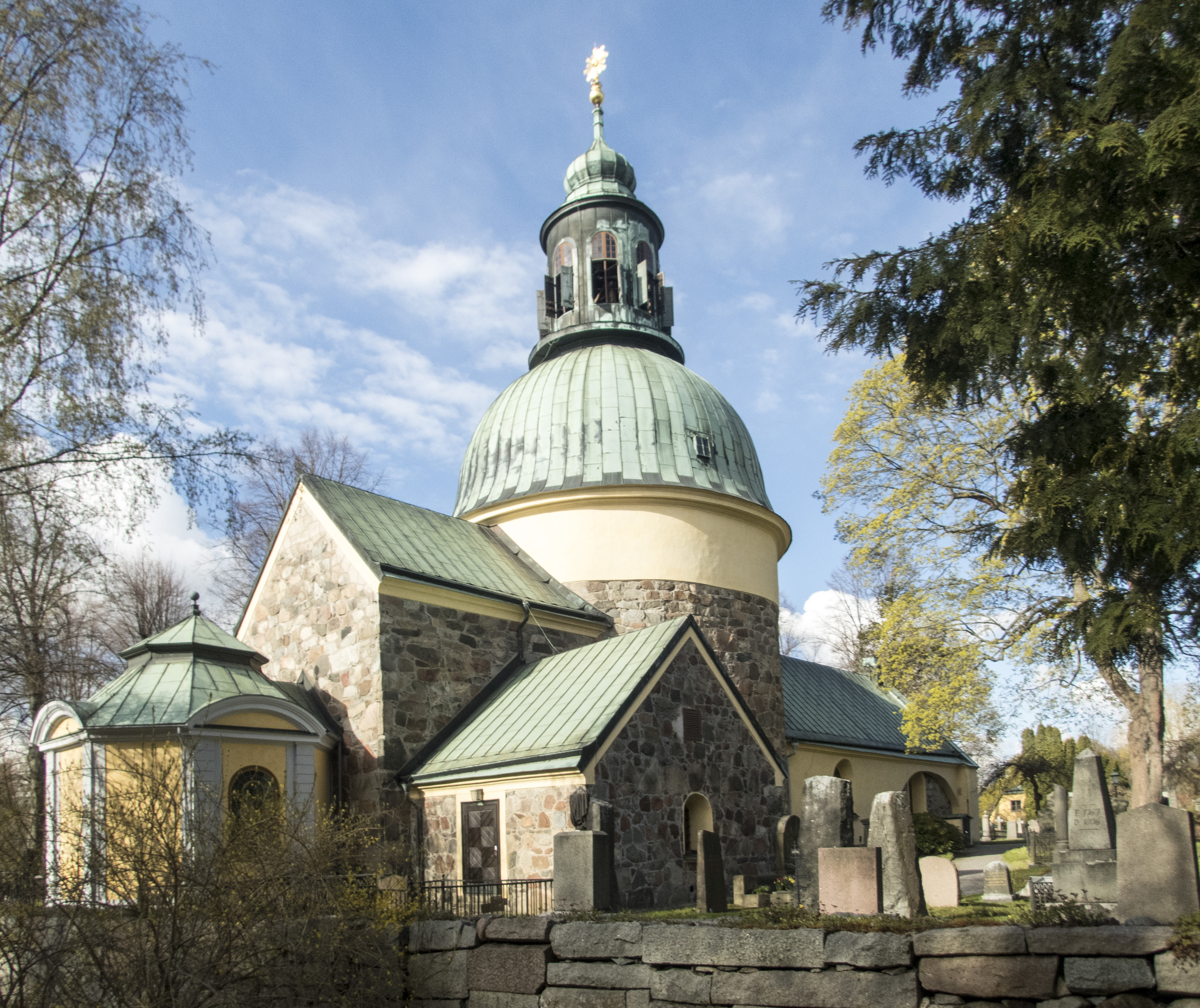
Kyrkan från nordost.

Under Magnus Gabriel de la Gardies mecenatskap fick kyrkan stora delar av sin inredning. Kyrkan reparerades 1673–1674 då bland annat västportalen tillkom. Denna skulpterade portal, utfördes till Karlbergs slott, 1637, men flyttades hit 1674. 1708 uppförde drottning Ulrika Eleonora det Poluska gravkoret. Hon bekostade även den nuvarande tornhuven, som tillkom efter branden 1723. Det Langeska gravkoret, vilket uppfördes på 1780-talet på uppdrag av falkeneraren Lucas Boogers, kunglig falkenerare och bosatt på falkenerarbostället bredvid kyrkan. Västsidan försågs med en numera borttagen trappgavel i samband med reparationer 1872. 1883 fick kyrkan plåttak. En restaurering skedde några år senare tillskyndat av kontraktsprosten och hovpredikanten Johan Fredrik Sandberg, Solna samt arkitekten Frans Christian Lindskog, Sundbyberg. En större restaurering ägde rum 1928 under ledning av arkitekt Erik Fant. Då framtogs bland annat kyrkans medeltida målningar. De medeltida kalkmålningarna från cirka 1440 tillskrivs Albertus Pictor.

## Orgel
- 1667 skänktes ett positiv till kyrkan av baron Melch. Slangenfelt. Orgeln byggdes om 1739 och ombyggnationen betalades av drottning Ulrika Eleonora.[3] Orgeln var från Ulrika Eleonora kyrka, Stockholm.
- 1892-93 byggde Anders Victor Lundahl, Stockholm en orgel med 11 stämmor, 2 manualer och 1 pedal. 13 koppel. Det var en rörpneumatisk orgel, den första i Stockholmsområdet av denna nya orgeltyp. Blev mycket lovordad av avsynarna. Invigd söndagen 15 januari 1893.[4]
- 1928 byggde Åkerman & Lund, Knivsta en orgel med 18 stämmor, två manualer och pedal.
- 1966 byggde Åkerman & Lund, Knivsta en orgel med 22 stämmor, två manualer och pedal. Orgeln var mekanisk. Den flyttades 1989 till Löftets kyrka av Jan Börjeson Orgelvård AB, Stockholm.

| Huvudverk I    | Svällverk II        | Pedal            | Koppel |
| Principal 8'   | Gedackt 8´          | Subbas 16´       | I/P    |
| Rörflöjt 8'    | Fugara 8'           | Principal 8'     | II/P   |
| Oktava 4'      | Principal 4'        | Gedacktpommer 4' | II/I   |
| Koppelflöjt 4' | Rörflöjt 4'         | Nachthorn 2'     |        |
| Oktava 2'      | Waldflöjt 2'        | Fagott 16'       |        |
| Nasat 1 1/3'   |                     |                  |        |
| Mixtur 5 chor  | Scharfcymbel 5 chor |                  |        |
| Trumpet 8'     | Dulcian 16'         |                  |        |
|                | Oboe 8'             |                  |        |
|                | Tremulant           |                  |        |
|                | Crescendosvällare   |                  |        |

- 1989-1991 användes en enmanualig interimsintrument.
- Den nuvarande orgeln byggdes 1991 av Walter Thür Orgelbyggen AB, Torshälla och är en orgel med mekanisk traktur och elektrisk registratur. Den har fria kombinationer och fasaden är samtida med orgeln.

| Huvudverk I C-a3 | Svällverk II C-a3      | Pedal C-g1 | Koppel |
| Principal 8'     | Borduna 16'            | Subbas 16´ | I/P    |
| Dubbelflöjt 8'   | Rörflöjt 8'            | Oktava 8'  | II/P   |
| Gamba 8'         | Salicional 8'          | Borduna 8' | II/I   |
| Oktava 4'        | Voix Celeste 8'        | Oktava 4'  |        |
| Hålflöjt 4'      | Italiensk Principal 4' | Coppula 2' |        |
| Kvinta 3'        | Flute octaviante 4'    | Fagott 16' |        |
| Oktava 2'        | Nasard 3'              |            |        |
| Mixtur IV chor   | Piccolo 2'             |            |        |
| Trumpet 8'       | Tertia 1 3/5'          |            |        |
|                  | Sifflöjt 1'            |            |        |
|                  | Scharf III chor        |            |        |
|                  | Hautbois 8'            |            |        |
|                  | Tremulant              |            |        |

## Bilder

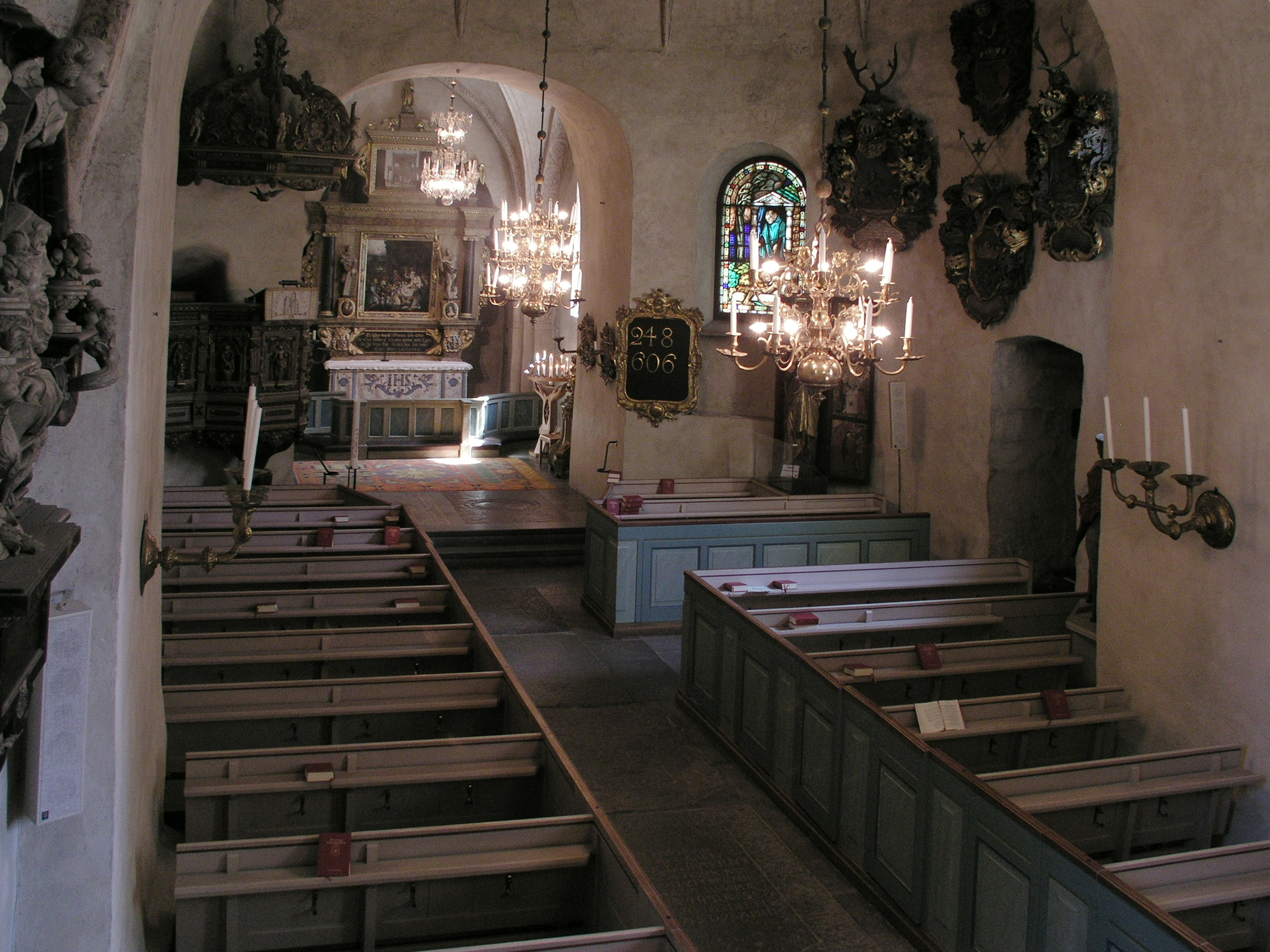
Interiör.
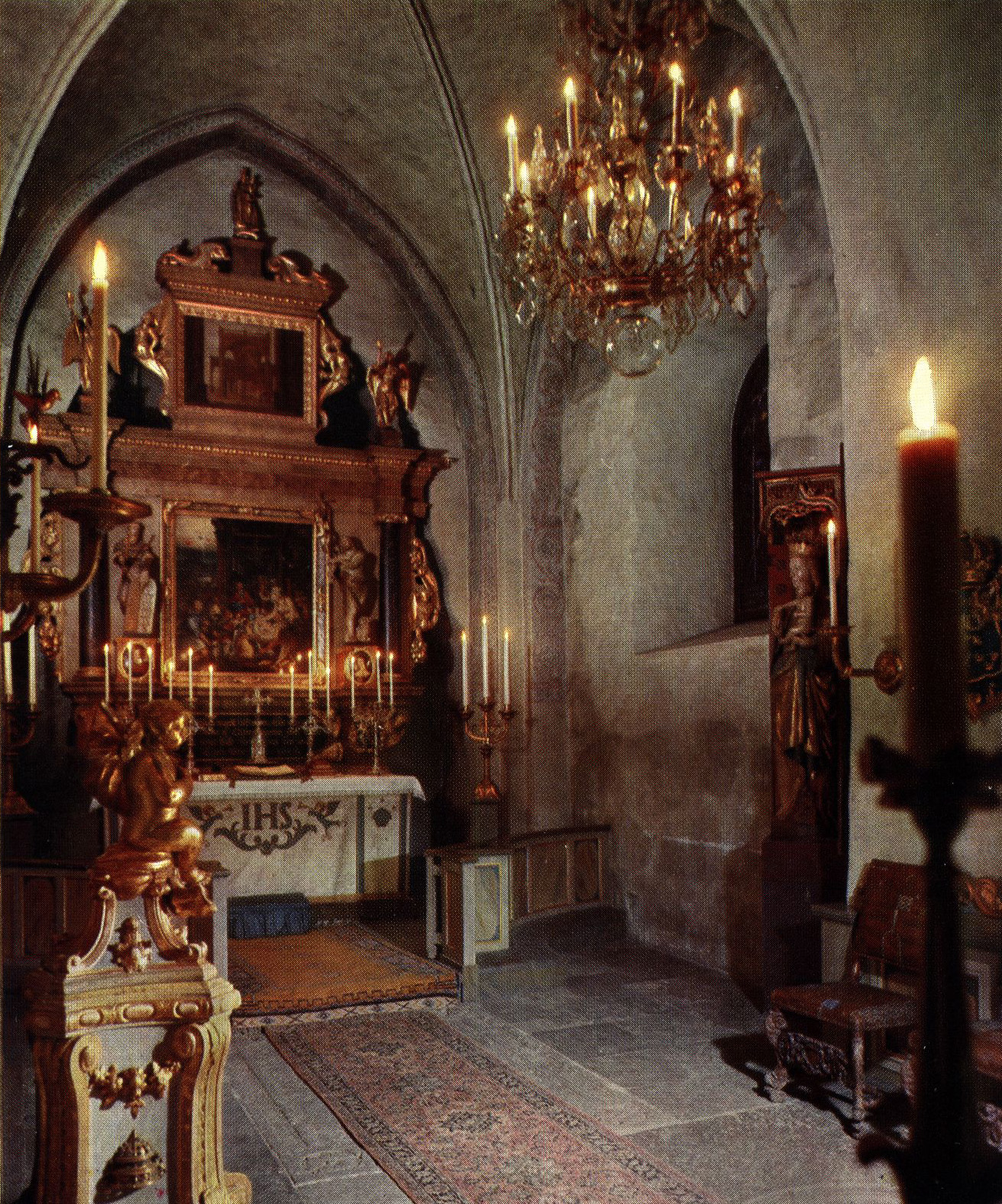
Koret
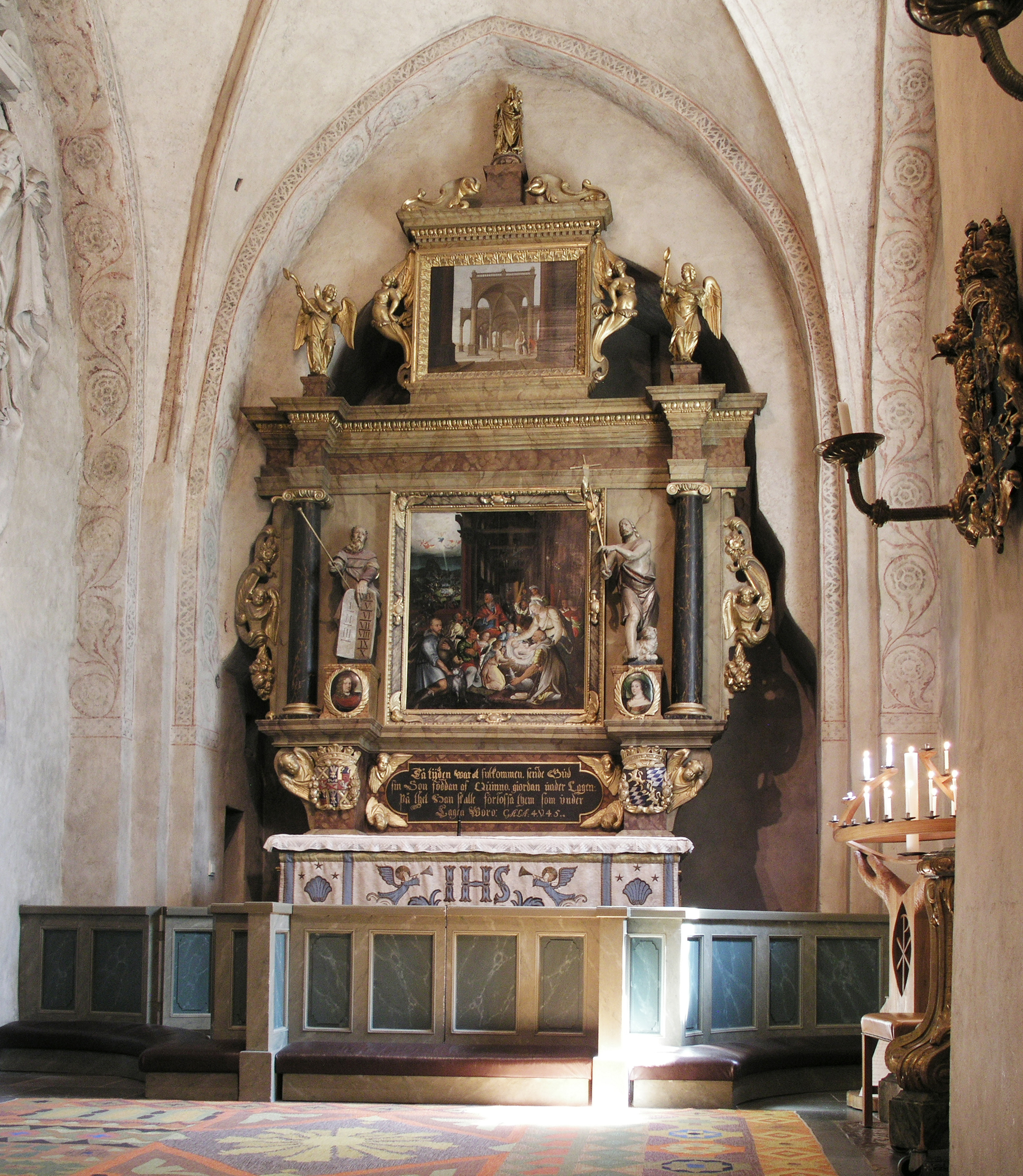
Altaruppsatsen
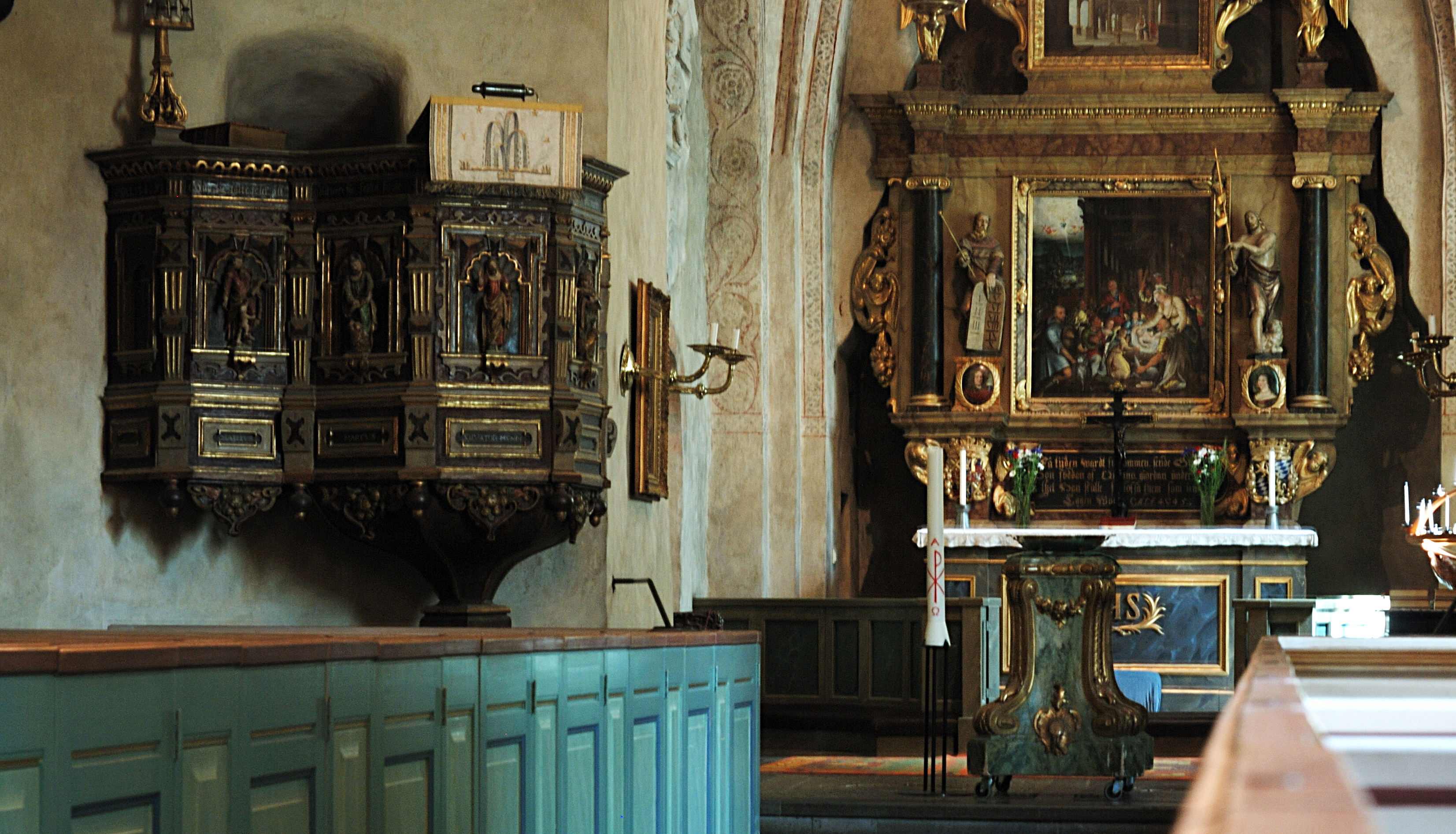
Interiör.
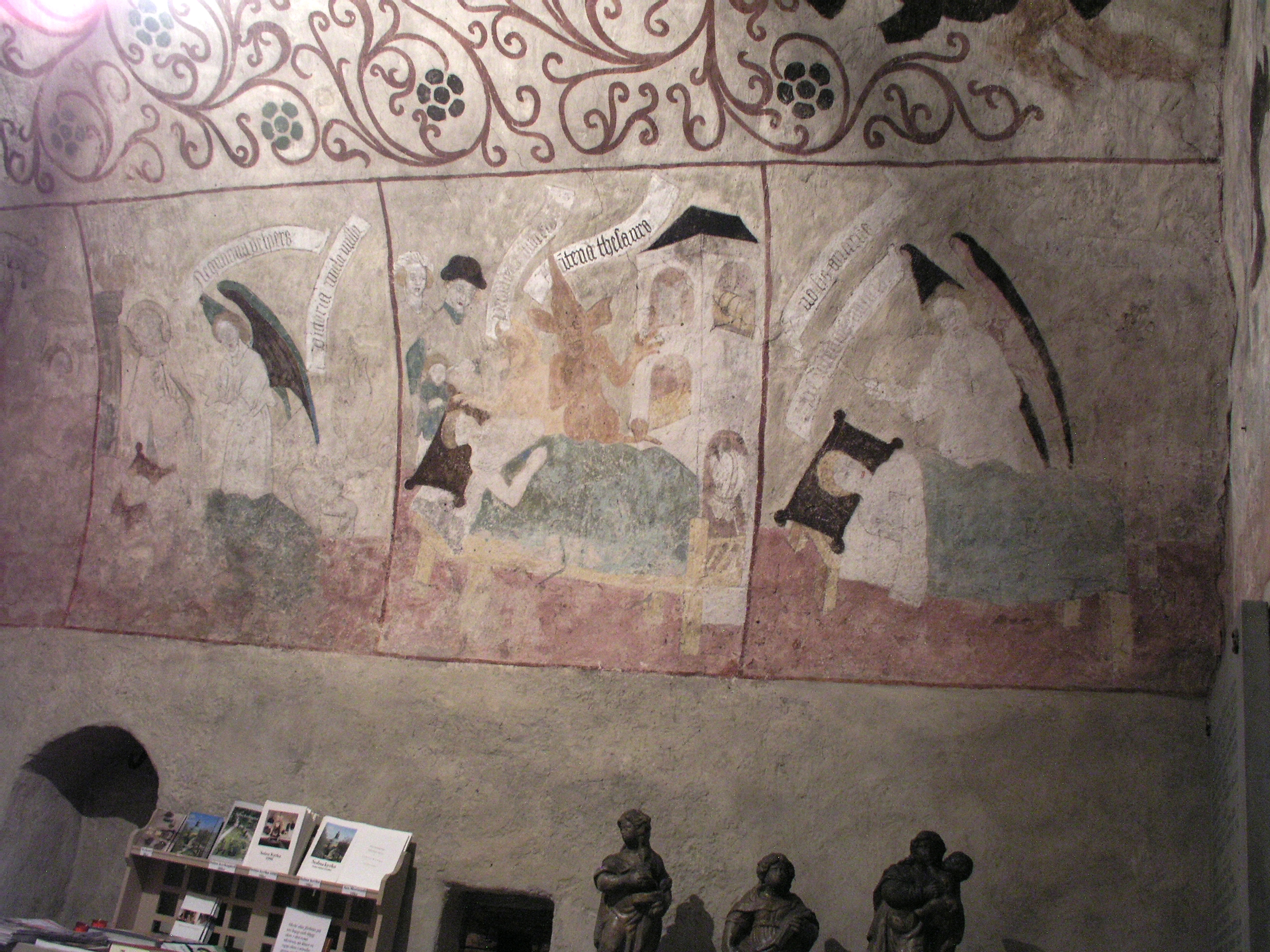
Målningar av Albertus Pictor
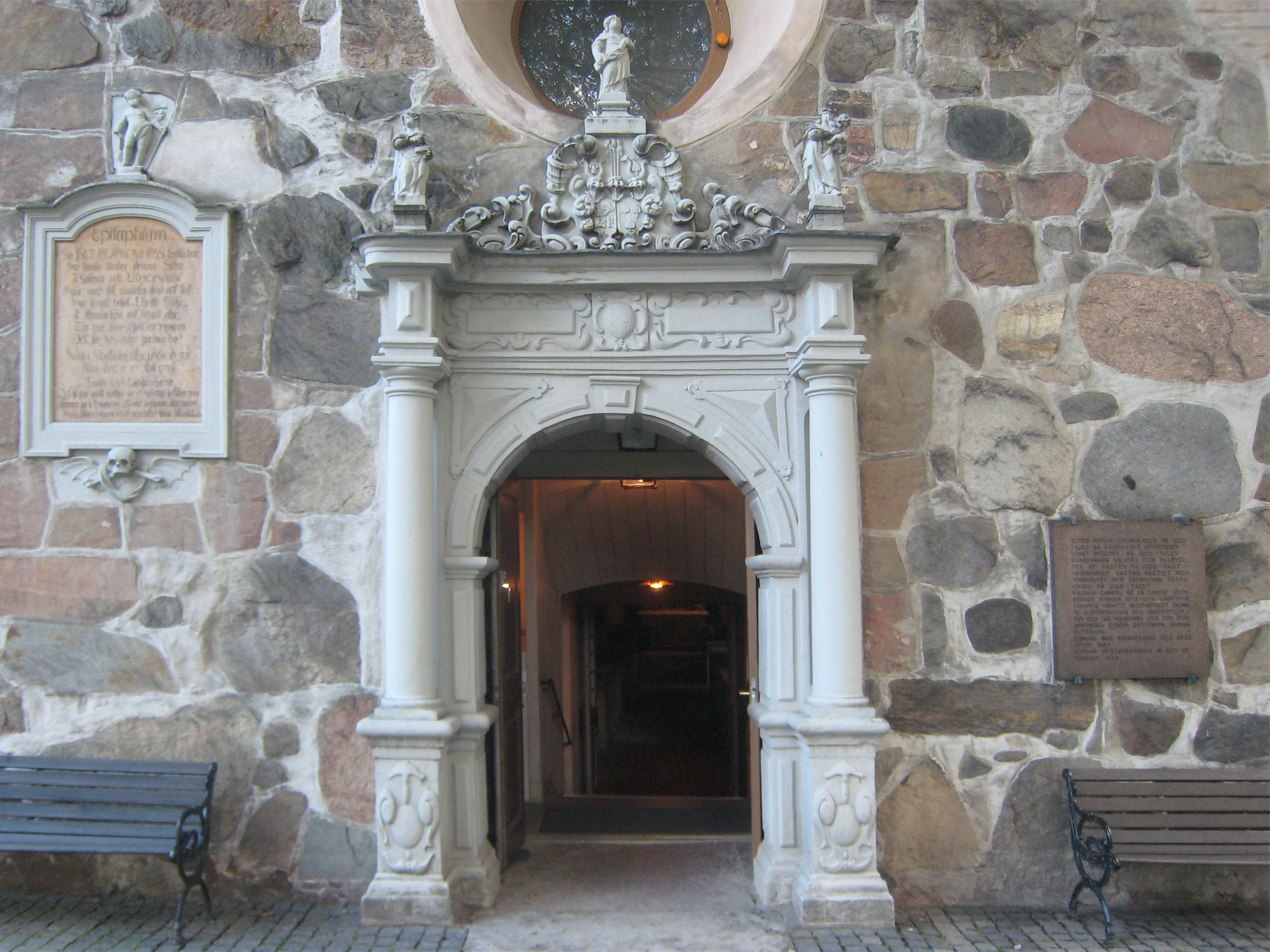
Västportalen
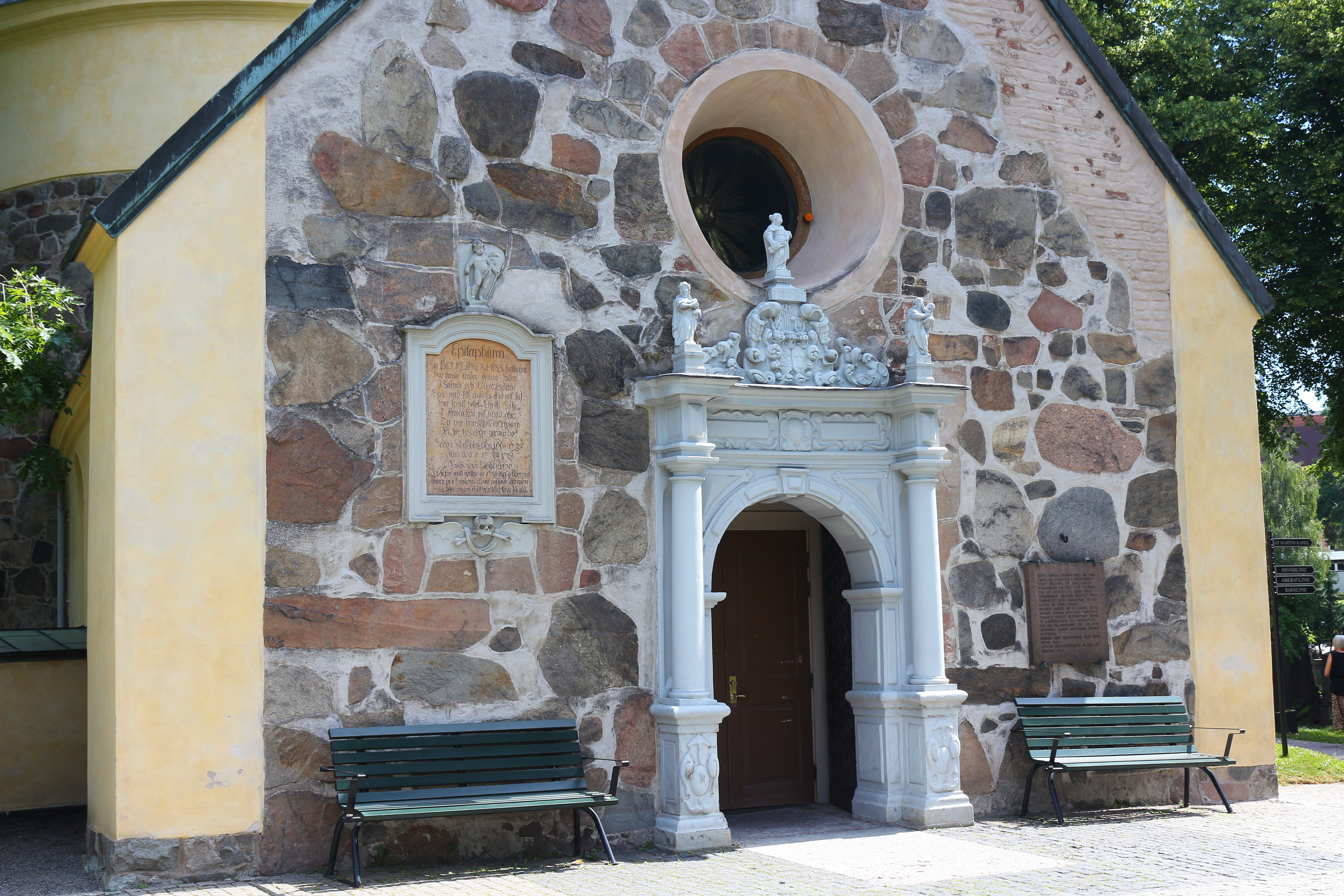
Ingången med västportalen från Karlbergs slott.
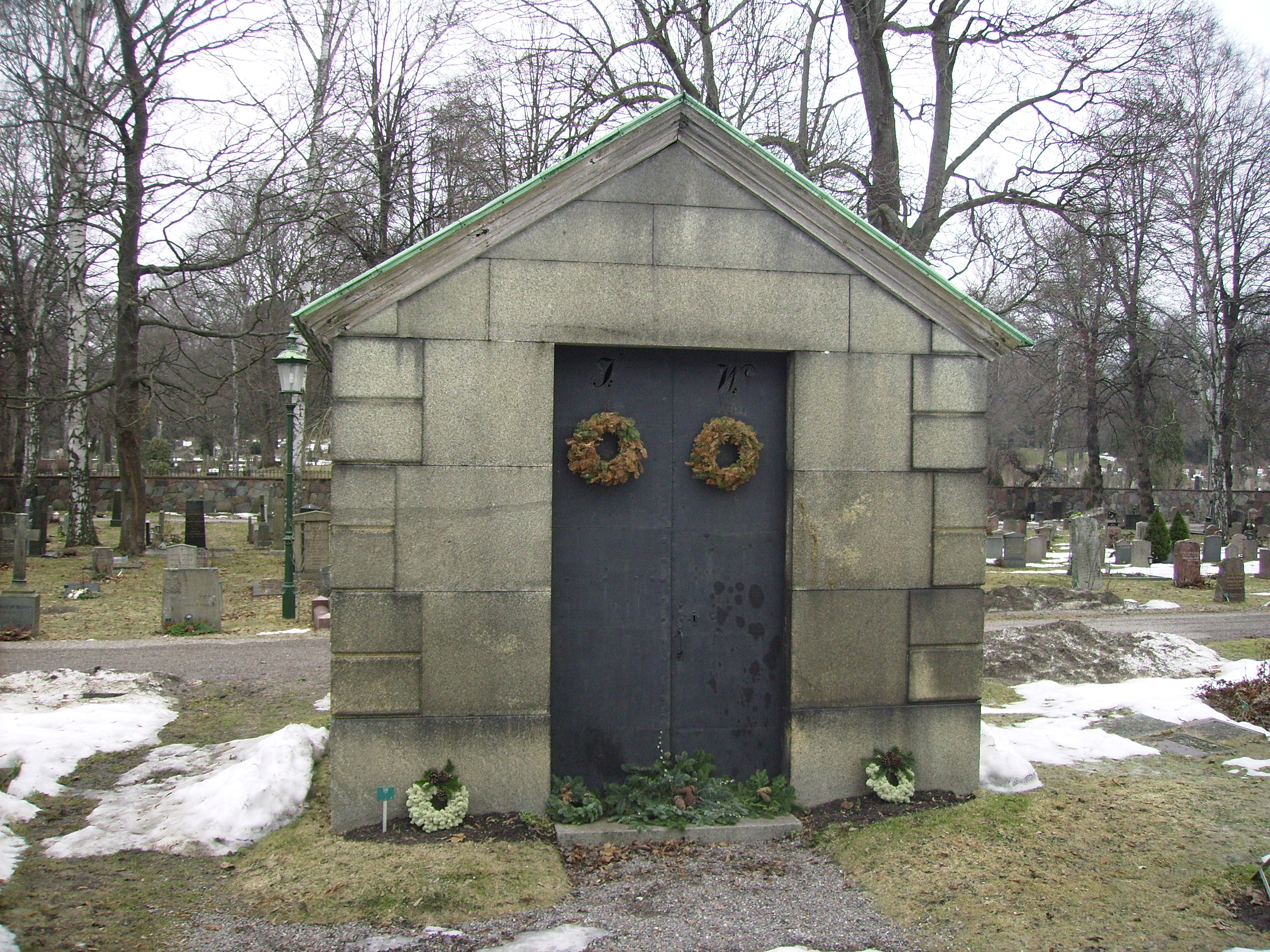
Wibomska gravkoret
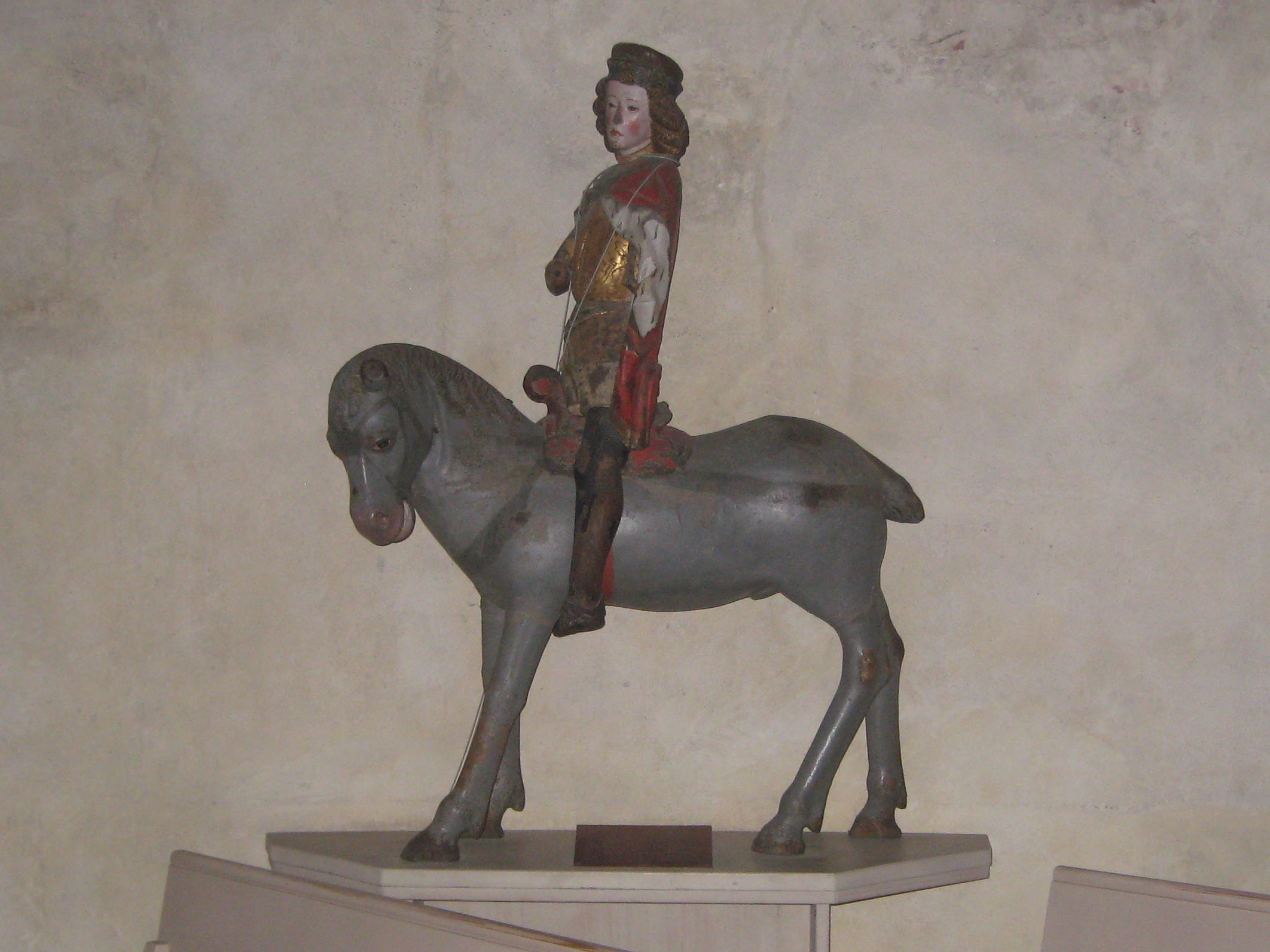
Staty av S:t Martin, Solnas skyddshelgon.
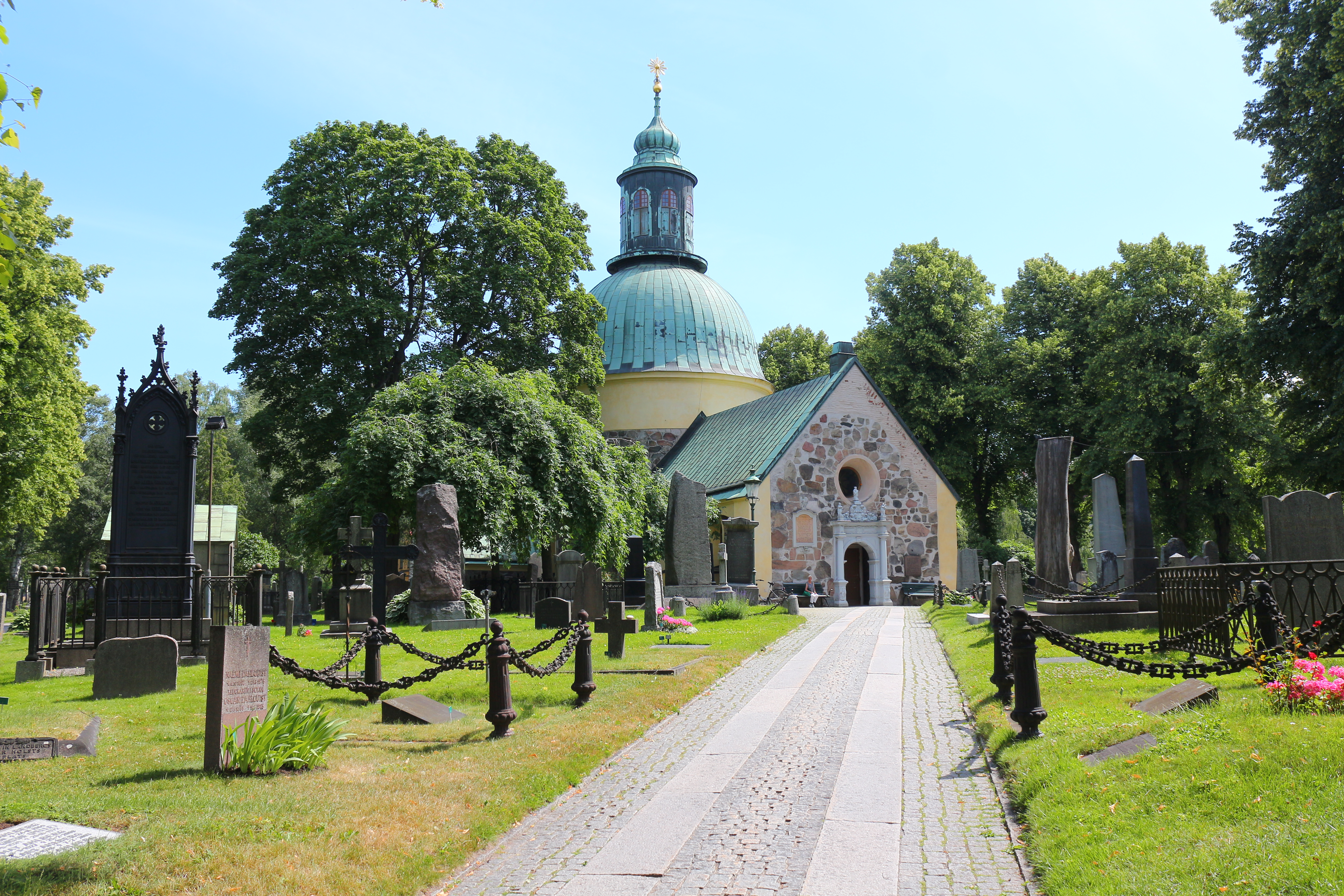
Kyrkan från öster.
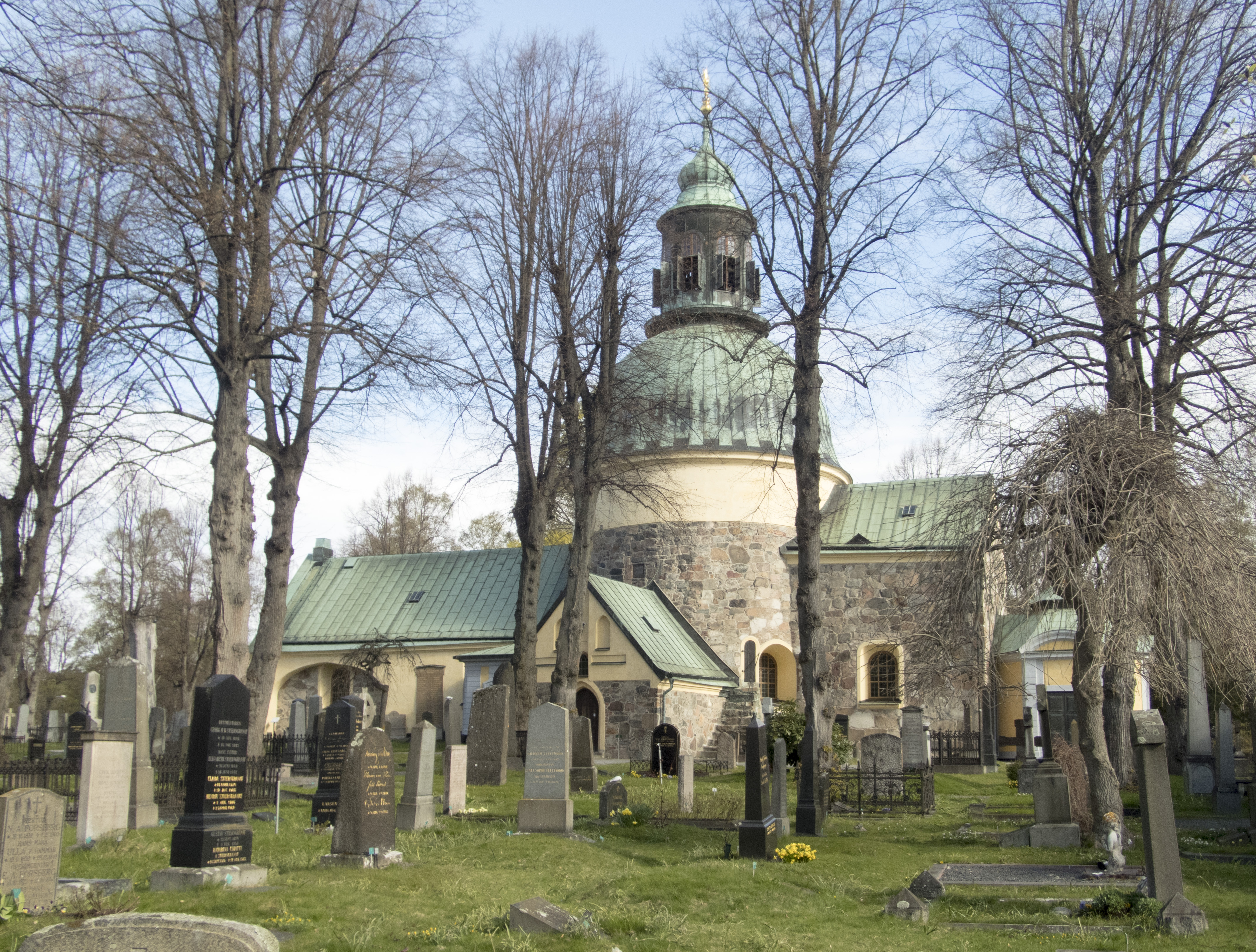
Kyrkan från syd.
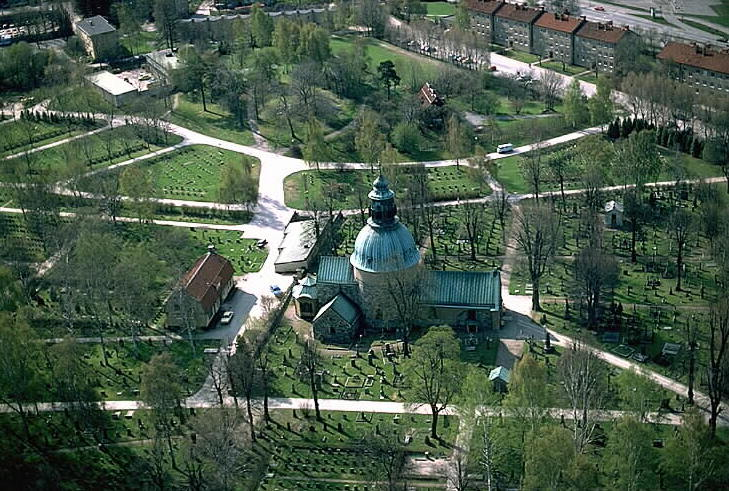
Kyrkan från luften.
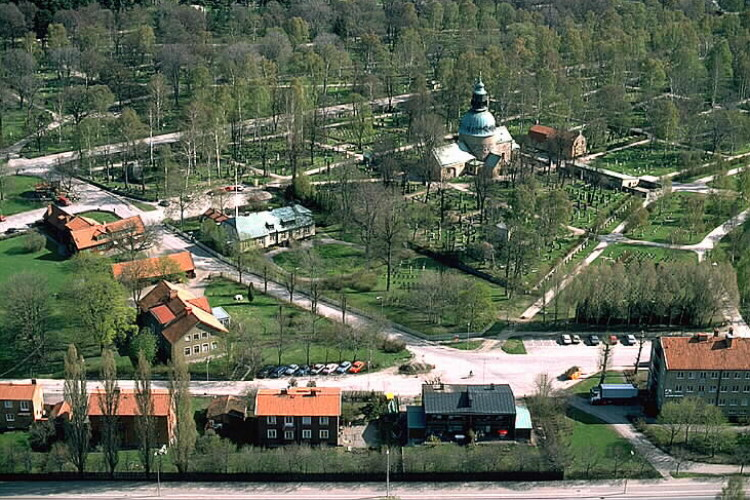
Solna kyrka och kyrkby.
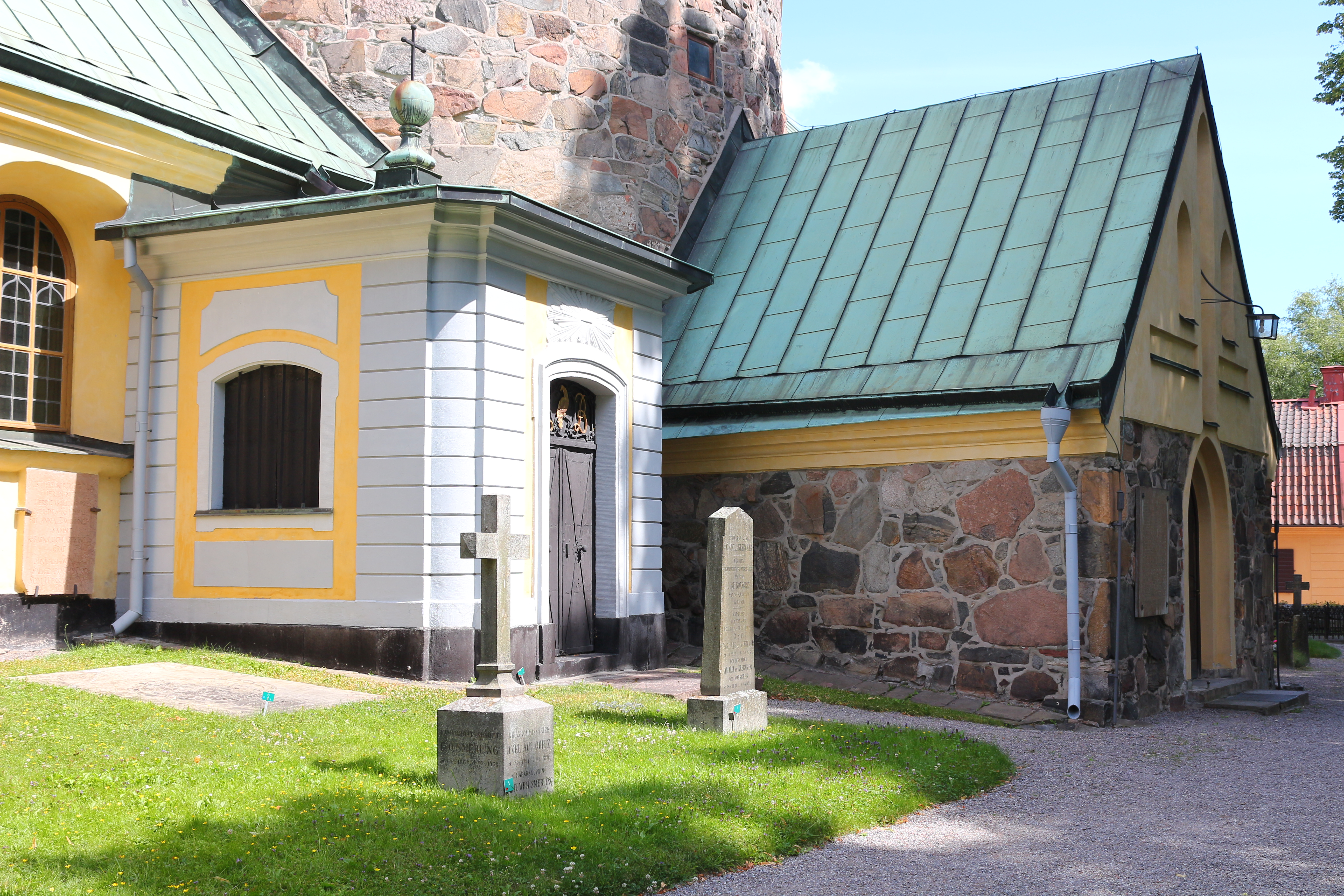
Kyrkan från söder
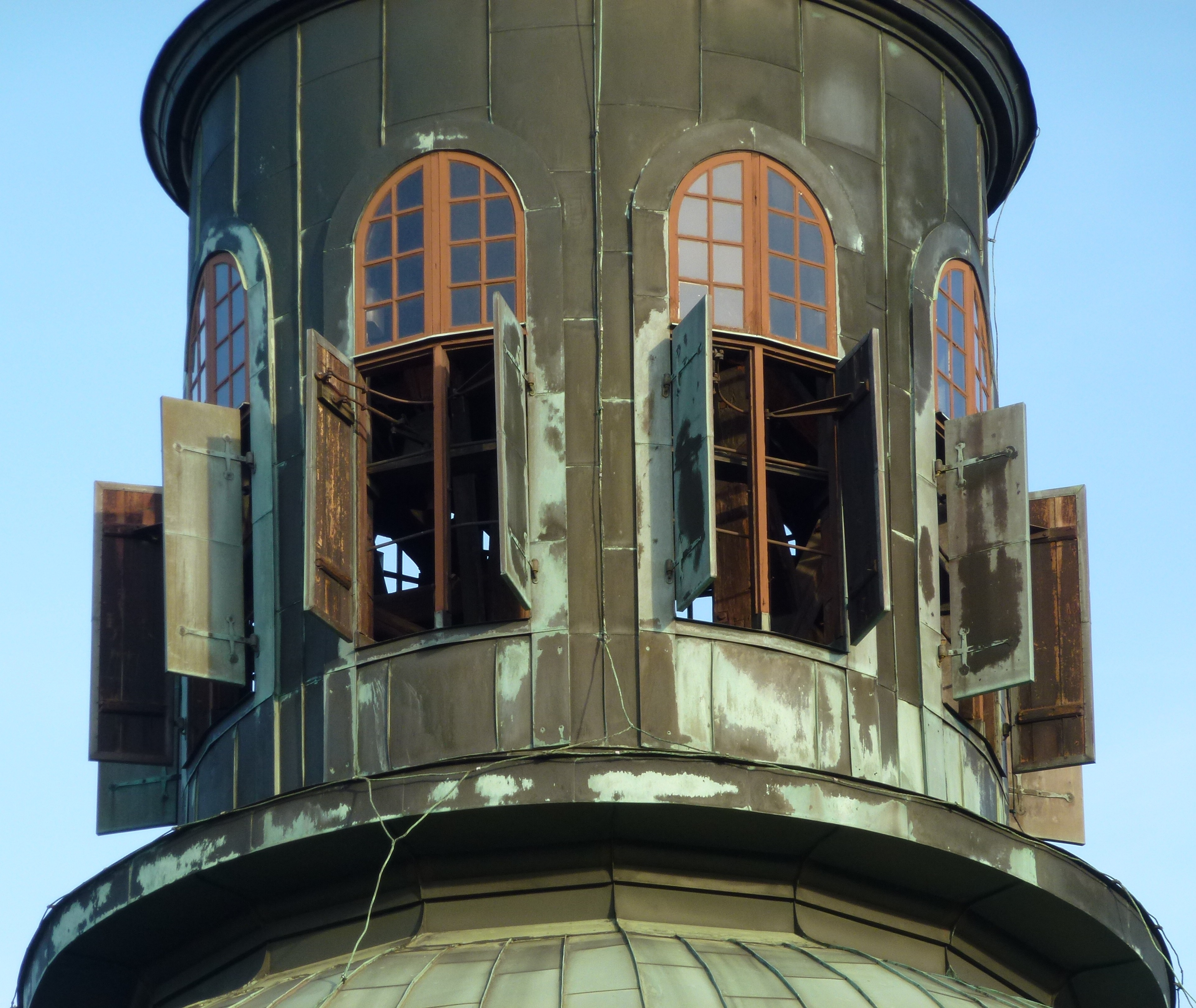
Tornet.
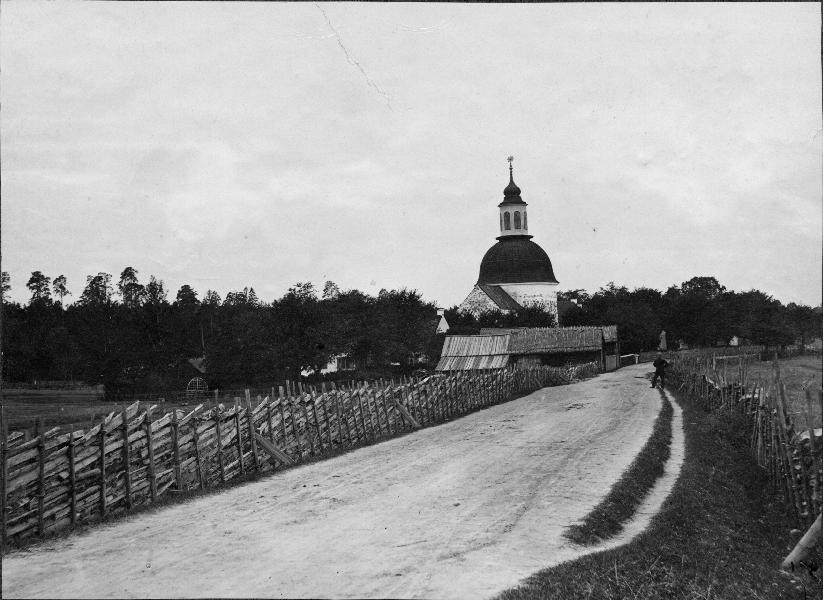
Kyrkan med omgivning mot nordost 1872.